# دهنه شیرین
دهنه شیرین، روستایی در دهستان دهنه شیرین بخش مرکزی شهرستان بام و صفی‌آباد در استان خراسان شمالی ایران است. این روستا، مرکز دهستان دهنه شیرین است. این روستا متشکل از دو روستای چسبیده به هم شامل دهنه شیرین و مقصود آباد میباشد. مهمترین عنصر گردشگری این روستا بقعه متبرکه امامزاده حمزه ابن موسی می باشد که در روز شهادت امام رضا(ع) زائرین زیادی از روستاهای مجاور برای زیارت با پای پیاده راهی این روستا می شوند. این روستا در حال حاضر دارای امکانات رفاهی از قبیل پارک، سالن ورزشی سرپوشیده، مدرسه ابتدایی و متوسطه، خانه بهداشت، پست بانک و ... می باشد.

## جمعیت
بر پایه سرشماری عمومی نفوس و مسکن در سال ۱۳۹۵، جمعیت این روستا برابر با ۵۵۱ نفر (۱۷۵ خانوار) بوده‌است.